# Volker Mai

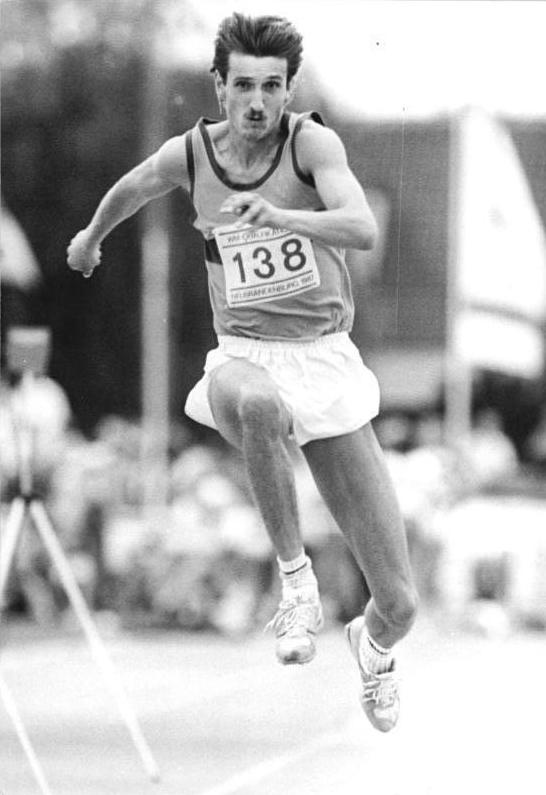
Volker Mai, 1987

Volker Mai (* 3. Mai 1966 in Templin) ist ein ehemaliger deutscher Leichtathlet, der in den 1980er und 1990er Jahren im Dreisprung erfolgreich war. Bis 1990 startete er für die DDR.

## Rekorde
Am 23. Juni 1985 sprang er in Erfurt 17,50 m weit und stellte damit – im Alter von 19 Jahren – einen Juniorenweltrekord auf, der erst am 13. Mai 2023 übertroffen wurde (von Jaydon Hibbert, 17,87 m).
Sein U20-Hallenweltrekord über 17,14 m vom 2. März 1985 in Piräus wurde vom Franzosen Melvin Raffin am 3. März 2017 in Belgrad mit 17,20 m gebrochen.

## Weitere Erfolge
- 1984: DDR-Meister (16,94 m)
- 1985
  - Halleneuropameisterschaften: Platz 3 (16,53 – 16,56 – 17,14 m – ungültig – verzichtet – 16,72)
  - Junioreneuropameisterschaften:
Platz 1 im Weitsprung (7,91 – ungültig – 7,79 – 7,98 – 7,99 m – 7,94)
Platz 1 im Dreisprung (16,72 – 16,71 – ungültig – 16,83 – 16,79 – 16,93 m)
  - Leichtathletik-Europacup: Platz 2 (17,26 m)
- 1986, Europameisterschaften: Platz 7 (16,72 – ungültig – ungültig – 16,72 – 16,74 m – 16,74)
- 1988: DDR-Meister (16,80 m)
- 1989, Halleneuropameisterschaften: Platz 2 (16,57 – 16,76 – 16,88 – 17,03 m – 16,64 – 16,51)
- 1990, Europameisterschaften: Platz 5 (16,80 – 16,59 – 16,88 m – 16,81 – 16,78 – 16,61)
- 1991, Hallenweltmeisterschaften: Platz 5 (16,64 – 16,74 m – 16,60 – 16,55 – 16,56 – 16,65)
- 1993
  - Deutscher Hallenmeister (16,59 m)
  - Weltmeisterschaften: in der Qualifikation ausgeschieden
- 1994, Deutscher Meister, Erfurt Europameisterschaften: in der Qualifikation ausgeschieden

Volker Mai gehörte dem SC Neubrandenburg an. In seiner Wettkampfzeit war er 1,95 m groß und 76 kg schwer.

## Dopingvorwürfe
1991 konnten die Dopinggegner Brigitte Berendonk und Werner Franke mehrere Dissertationen und Habilitationsschriften ehemaliger DDR-Dopingforscher in der Militärmedizinischen Akademie Bad Saarow sicherstellen. Anhand der Arbeiten ließ sich die staatlich organisierte Dopingpraxis vieler bekannter DDR-Leistungssportler, darunter auch Volker Mai, rekonstruieren. Den Angaben zufolge wurde Volker Mai von 1982 bis 1984 Oral-Turinabol verabreicht.